# DeepStateMap.Live
DeepStateMap.Live este o hartă online interactivă cu sursă deschisă, care ilustrează operațiunile militare ale armatei ruse și ucrainene în timpul invaziei ruse în Ucraina. Harta a fost creată pe 24 februarie 2022, în ziua invaziei, de organizația neguvernamentală Deep State UA, condusă de voluntari. Aceasta este actualizată periodic pentru a reflecta situația actuală de pe linia frontului, structurile militare și alte evenimente majore ale războiului, cum ar fi scufundarea crucișătorului Moskva.
Înainte de invazia rusă, Deep State UA s-a concentrat pe postarea de conținut legat de știri și politici globale pe aplicația de mesagerie Telegram, unde a creat prima hartă online actualizată a unui conflict global în timpul ofensivei talibane din 2021. După invazia rusă, DeepStateMap.Live s-a distanțat de hărțile digitale similare, renunțând la utilizarea Google Maps ca fundal în urma unei dispute cu Google, permițând astfel organizației să își dezvolte propriul fundal și caracteristici interactive pentru hartă. În prezent, harta utilizează o combinație de informații vizuale și confirmări din surse ucrainene considerate de încredere.
Harta și analizele militare realizate de Deep State UA au fost citate de instituții media internaționale, cum ar fi BBC și Ukrainska Pravda. Până în februarie 2024, harta a fost vizualizată de peste 1 miliard de ori, devenind cea mai populară hartă digitală a invaziei rusești în Ucraina și una dintre cele mai populare hărți digitale ale Ucrainei la nivel mondial.

## Istorie

### Deep State UA
„DeepState” în sens general este ceva neobișnuit și neguvernamental, unde au loc cele mai importante evenimente puternice. Am vrut să fim ceva neobișnuit în domeniul furnizării de informații, de aceea a apărut această idee cu numele. Și până în prezent, a fost ales cu destul succes, ceea ce este foarte mulțumitor.
Echipa care menține harta, Deep State UA, a fost fondată ca organizație neguvernamentală în februarie 2020 de Roman Pohorilî și Ruslan Mîkula. La început, organizația s-a concentrat pe publicarea de conținut pe aplicația Telegram, inclusiv despre pandemia de COVID-19, Războiul Civil Sirian, protestele cauzate de moartea lui George Floyd, Al Doilea Război din Nagorno-Karabah și ofensivele talibane din 2021. În timpul ofensivei talibane, organizația a experimentat pentru prima dată crearea de hărți, realizând o hartă digitală cu o linie de front care putea fi actualizată pe măsură ce conflictul se desfășura. Administratorul a menționat ulterior că s-a întrebat de ce nu ar putea face același lucru pentru Ucraina.
În perioada premergătoare invaziei rusești, organizația și-a orientat treptat conținutul către știri și analize specifice Ucrainei, raportând despre ostilități și monitorizând mișcările de echipamente și personal militar rusesc la granița dintre Rusia și Ucraina. Cu câteva ore înainte de începerea invaziei, canalul Telegram al Deep State UA a depășit pentru prima dată 10.000 de abonați.
Canalul Telegram Deep State UA a înregistrat o creștere semnificativă a popularității pentru analiza detaliată și acoperirea evenimentelor în timpul începutului invaziei ruse în Ucraina. Organizația și comunitatea sa au contribuit la demontarea unor afirmații false făcute de ambele părți la începutul războiului, inclusiv informații eronate despre scufundarea fregatei rusești Amiral Makarov și distrugerea întregului sistem de drone Bayraktar TB2 al Ucrainei.

### Istoricul hărții

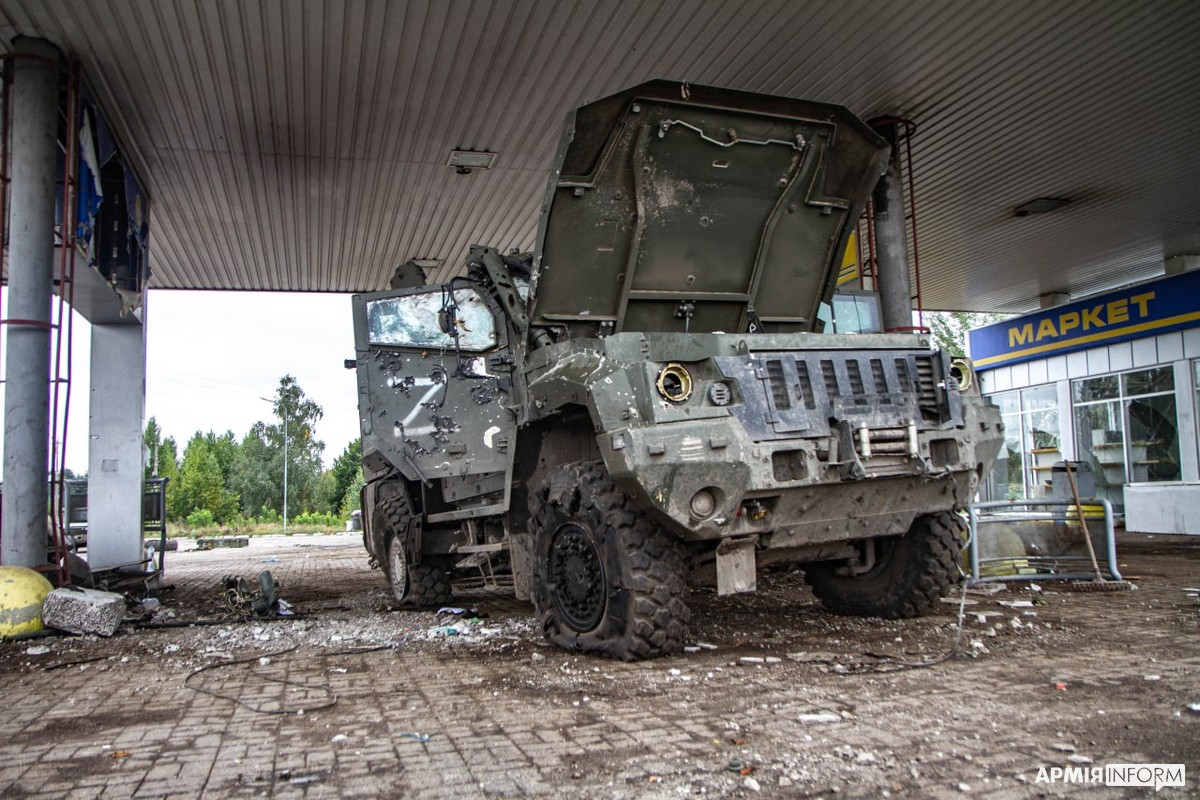
Un vehicul rusesc distrus după recucerirea orașului Izium, care a făcut ca harta să atingă un vârf de 120.000 de vizitatori în 30 de minute

Harta online a invaziei rusești a fost creată în ziua în care Rusia a început invazia, pe 24 februarie 2022. A fost inițial dezvoltată folosind Google Maps ca fundal, datorită simplității de a trasa linii și de a le partaja. Totuși, la sfârșitul lunii martie 2022, Google a blocat utilizarea hărții din cauza „încălcărilor normelor de serviciu”, închizând practic site-ul. Motivul exact nu a fost clarificat, dar s-a speculat că Google nu dorea să găzduiască un site care ar putea constitui o răspundere juridică, mai ales după plângerile primite și mai multe atacuri digitale anterioare din partea hackerilor ruși. După ce încercările de a restabili Google Maps au eșuat, împreună cu un programator nou angajat, au lansat pe 27 martie propria lor hartă, numită DeepStateMAP, care este folosită și în prezent. Harta a fost redeschisă publicului pe 26 aprilie, dar acest proces a dus la pierderea tuturor informațiilor anterioare datei de 3 aprilie.
După această tranziție, harta a beneficiat de un design unic și o funcționalitate îmbunătățită, câștigând popularitate rapidă în Ucraina, devenind al 23-lea cel mai vizitat site web din țară până în iunie 2022. Creșterea costurilor serverelor și scăderea securității asociate cu utilizarea unei hărți independente au dus la un atac DDOS major pe 10 august 2022, care a fost derulat de hackeri din Rusia și alte națiuni afiliate ideologic. Cu toate acestea, harta nu a suferit daune semnificative și a revenit rapid la funcționalitate normală. Popularitatea hărții a crescut, atingând 120.000 de vizitatori în 30 de minute în timpul recapturării orașelor Izium și Lîman de către forțele ucrainene, înregistrând 7,9 milioane de vizitatori până la sfârșitul zilei, comparativ cu cele aproximativ trei milioane de vizualizări pe care harta le primește în mod obișnuit zilnic. Până în octombrie 2022, harta fusese vizualizată de peste 200 de milioane de ori, devenind cea mai populară hartă digitală a invaziei rusești în Ucraina, dar și la nivel global.
Astăzi, echipa Deep State UA este condusă de fondatorii Pohorilî și Mîkula și este formată din aproximativ 100 de voluntari care lucrează din propriile case și comunică prin Telegram, organizația neavând birouri. Pe lângă harta și canalul Telegram, Deep State UA își promovează activitatea și pe YouTube și Twitter, dar a avut un succes mai limitat pe aceste platforme. Începând cu 8 martie 2022, organizația a strâns fonduri de la vizitatori pentru a sprijini Ucraina și forțele sale armate, adunând peste 3 milioane de grivne (81.277,02 USD) în donații până la 22 aprilie 2023. La 19 februarie 2024, a avut loc un alt atac DDoS major împotriva hărții, care a fost rezolvat rapid, în 18 minute. La 22 februarie 2024, Deep State UA a anunțat că harta a atins 1 miliard de vizualizări de la lansare.

## Caracteristicile hărții

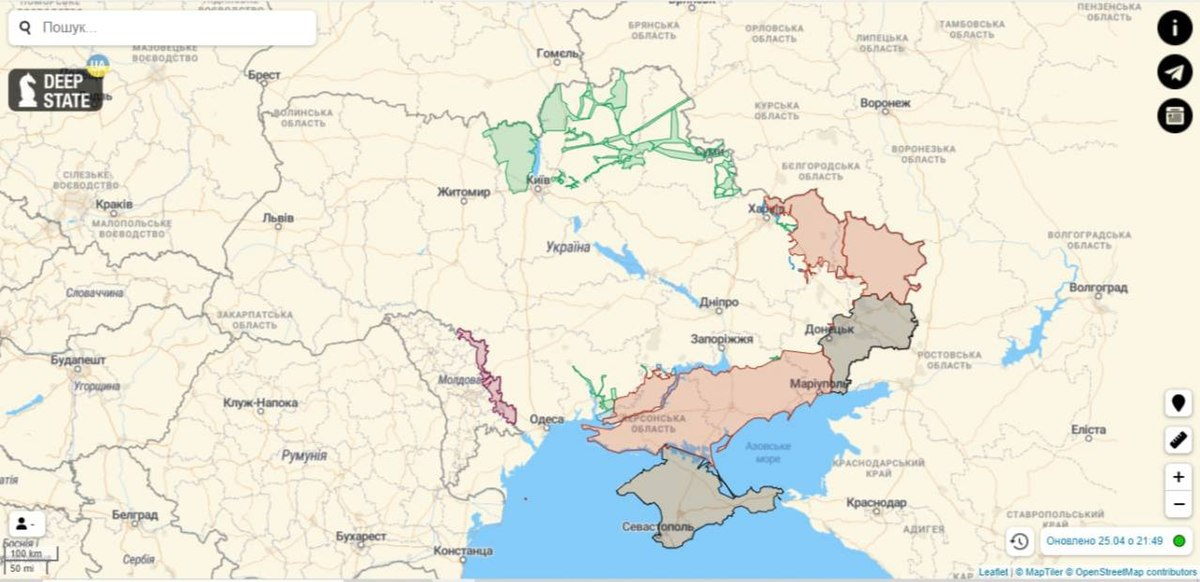
Harta la 25 aprilie 2022, cu vechea schemă de culori

Începând cu aprilie 2024, harta Deep State UA este disponibilă cititorilor în limbile engleză și ucraineană și utilizează o paletă de culori specifică pentru a marca diferitele zone de control militar: roșu închis pentru zonele controlate în prezent de forțele ruse, albastru pentru zonele recucerite de forțele ucrainene în ultimele două săptămâni, verde pentru zonele recucerite cu mai mult de două săptămâni în urmă, roz pentru zonele controlate de Rusia înainte de începerea războiului, gri pentru zonele cu statut necunoscut, și roșu pentru zonele din afara Ucrainei care sunt actualmente sub ocupație rusă, cum ar fi Transnistria, Carelia, și insulele Kurile. Când utilizatorii plasează cursorul pe zonele verzi (recucerite), pot apărea informații din surse oficiale, cum ar fi Statul Major al Forțelor Armate Ucrainei, referitoare la recucerirea acelor zone. Zonele marcate ca fiind recucerite de forțele ucrainene sunt indicate numai dacă forțele ruse au menținut o prezență îndelungată în zonă, nu doar în trecere. Versiunile anterioare ale hărții afișau aceste zone în negru, dar au fost ulterior recolorate.
Harta dispune de caracteristici interactive, inclusiv posibilitatea de a comuta pictogramele care indică locația unităților și flotelor rusești cunoscute, alături de săgeți distinctive care afișează direcția lor de atac. De asemenea, sunt disponibile pictograme pentru a indica principalele căi ferate controlate de Rusia în Ucraina, precum și locațiile cartierelor generale și aerodromurilor rusești. Butoanele situate în partea stângă a ecranului oferă diverse informații la apăsare, inclusiv un strat de hartă a vremii din Ucraina și din împrejurimi, radiațiile de fond din Ucraina, locația rețelelor de tranșee construite de ruși, raza de acțiune a armelor nucleare, raza de acțiune a diferitelor tipuri de artilerie și locațiile incendiilor misterioase din Rusia și Ucraina din ultimele 48 de ore. Anterior, exista și un „mod patogen” care afișa o imagine neclară a concentrațiilor actuale de trupe rusești din Ucraina și din împrejurimi.
Pe 2 iulie 2024, harta a primit cea mai mare actualizare de până acum, schimbându-se designul și adăugându-se modul întunecat. Noile caracteristici includ posibilitatea de a desena pe hartă, utilizarea comenzilor rapide de la tastatură pe PC, integrarea de arme noi (precum Taurus și drone marine) și posibilitatea de a copia coordonatele făcând clic pe centrul hărții.

### Versiuni
Deep State UA a lansat prima versiune mobilă a hărții pe Google Play pe 2 martie 2023. Deși lansarea urma să fie însoțită de o aplicație pentru iOS, organizația a întâmpinat dificultăți cu Apple, care susținea că harta conține caracteristici ce ar putea fi considerate ofensatoare pentru ruși. În ciuda acestor obstacole, harta a fost lansată pe iOS aproximativ două luni mai târziu, pe 29 aprilie 2023.

## Aprovizionare
Conform administratorului hărții, Roman Pohorilyi, sursele utilizate pentru actualizarea hărții includ dovezi foto și video publicate pe rețelele sociale, raportările adepților aflați în apropierea liniei frontului și informațiile furnizate de armata ucraineană, utilizate pentru a confirma sau infirma anumite informații. Harta așteaptă adesea să fie raportate mai multe informații similare, în absența dovezilor vizuale sau a confirmării din partea Statului Major al Forțelor Armate ale Ucrainei. Din cauza propagandei anterioare și a afirmațiilor exagerate, sursele rusești nu sunt considerate pentru alcătuirea hărții. Aproximativ 100 de persoane lucrează pentru Deep State UA, dintre care 60 sunt implicate în verificarea surselor.

### Factualitate
De exemplu, [unii soldați] spun: „Puteți să nu marcați această zonă sau să o marcați cu roșu?” Asta ni s-a întâmplat cu pădurea Izium. Apoi alți soldați ne-au scris: „Noi stăm aici în roșu, redesenați”. Și eu zic: „Colegii voștri de pe flanc au cerut să fie roșu. Noi știm care este situația”. Ni se cere - îndeplinim. Pentru că siguranța este pe primul loc.
Fiind un site de informații cu sursă deschisă, care se actualizează cu o ușoară întârziere, Deep State UA a avertizat utilizatorii să nu folosească harta pentru planificarea rutei de evacuare, pentru navigarea în zone de luptă sau pentru alte activități sensibile. Autorii întârzie actualizarea hărții în situații care ar putea compromite pozițiile ucrainene, cum ar fi atunci când forțele ucrainene își reiau pozițiile în zonele de pe linia frontului, care nu au fost încă recucerite de alte forțe rusești. Deși unii soldați ucraineni au fost nemulțumiți că harta este actualizată prea repede în aceste cazuri, Mîkula a declarat că armata ucraineană a apreciat harta pentru echilibrul său în furnizarea informațiilor, afirmând că nu se grăbește să ofere prea multe detalii, dar nici nu rămâne foarte mult în urmă.

## Atenția și utilizarea mass-media
Informațiile produse de Deep State UA au fost citate de diverse surse media, inclusiv postul de televiziune ucrainean 24 Kanal, BBC News, Euromaidan Press, Forbes, Ukrainska Pravda Vot Tak, rețeaua de televiziune poloneză de limbă rusă.
Harta a fost citată de oficiali ucraineni, inclusiv de Maksîm Obrizan⁠(uk)[traduceți], profesor asociat la Școala de Economie din Kiev, consilierul Biroului Președintelui Ucrainei, Oleksii Arestovîci și Ministrul Apărării din Ucraina, Oleksii Reznikov.
Articolele de presă referitoare la hartă sau interviuri cu creatorii acesteia au fost realizate de Ministerul Apărării al Ucrainei, Forțele de Apărare Teritorială Ucraineană, 24 Kanal, Lrytas.lt, Radio Europa Liberă, Suspilne, și Agenția de Informații Independentă a Ucrainei.